# 2991 Bilbo
A 2991 Bilbo (ideiglenes jelöléssel 1982 HV) a Naprendszer kisbolygóövében található aszteroida. Martin Watt fedezte fel 1982. április 21-én.